# アンブル島
アンブル島(アンブルとう、フランス語: Île d'Ambre、英語: Amber island）はモーリシャスの島。

## 概要
インド洋に浮かぶマスカリン諸島の一部であるモーリシャス島の北東部リヴィエール・デュ・ランパール県に属し、モーリシャス島の北東400mの沖合に存在するシュロやマングローブ等の植生に覆われた島であり、北部に地峡を持つ。アンブル島は定住者のいない無人島であり、島の全域は国立公園に指定されている。南緯20度2分13秒、東経57度42分0秒。

## アンブル島を舞台とした作品

### 小説
- ジャック＝アンリ・ベルナルダン・ド・サン＝ピエール『ポールとヴィルジニー』(Paul et Virginie)- ヴィルジニーの乗ったサン＝ジェラン号がアンブル島付近で遭難し、絶命する。